# Соляна копальня в Бохні

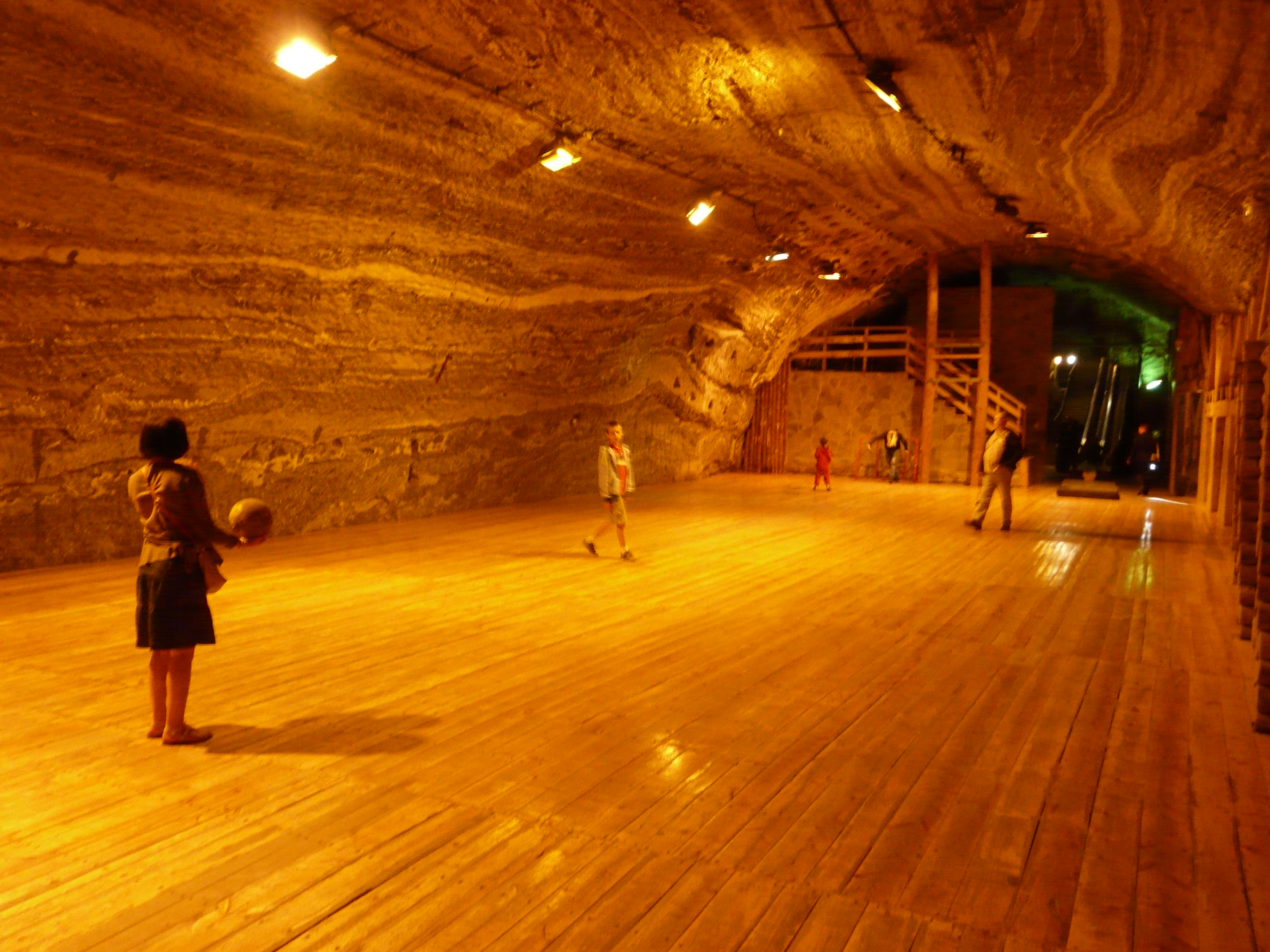
roght

Соляна копальня в Бохні (з XIII ст. до 1772 року частина Крьківської жуки) — одна з найстаріших соляних копалень в Європі та світі, і найстаріша в Польщі. Знаходиться на території міста Бохні, Малопольського воєводства. З 1978 року разом з копальнею в Величці входить до списку об'єктів Світової спадщини ЮНЕСКО.

## Геологічна інформація

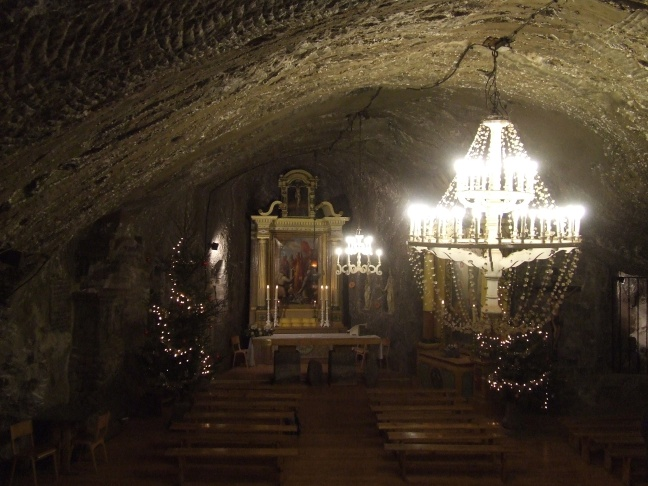
Каплиця святої Кінги

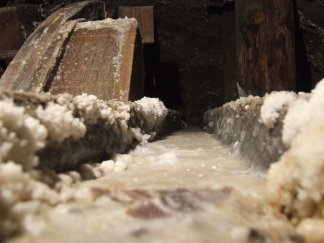
Кристали солі

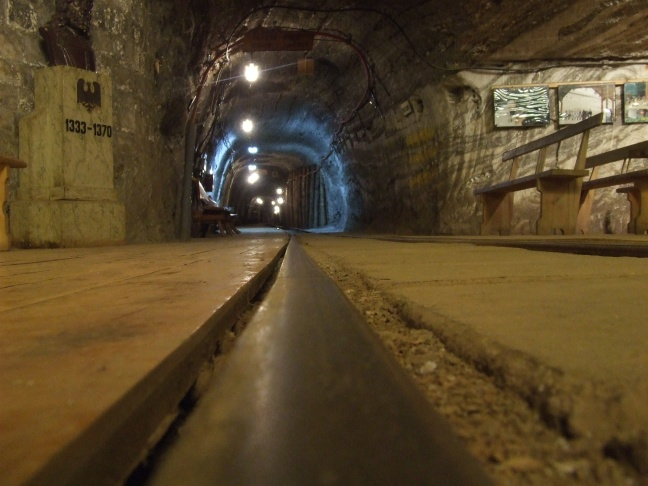
Тунель копальні

Родовище солі в Бохні бере початок з тієї ж міоценської формації, що й родовище у Величці, але має інший вигляд і геологічну будову. В останній фазі гороутворення Карпат осадові породи отримали флексурну структуру у вигляді хвиль, простягнених з півдня на північ, а сіль була витіснена з шарів пустих порід. Це викликало природне збагачення соляних покладів у Бохні. Ерозія бохненської антиклінальної складки дала можливість відкрити родовище й забезпечити доступ до нього.
У горизонтальному й вертикальному розрізах родовище має форму, наближену до форми лінзи. Соляна світа є нерегулярною, простягається по лінії схід-захід на довжину близько 3600 м із основним нахилом на південь. Нахил у верхній частині становить близько 50о, а нижче — 30-45о. Ширина родовища є змінною й коливається від кількох десятків метрів у верхній частині до кількасот метрів на глибині 300—400 м від поверхні землі.
У соляній світі, яка складається з глин, пісковиків, мергелів і ангідритів, є поклади шурфової солі, проте відсутня «зелена сіль». У геологічній будові бохненського родовища можна виділити:
- надсоляні відклади покрівлі з середньою потужністю 300 м;
- комплекс південних покладів солі потужністю 2-4 м;
- комплекс центральних покладів солі потужністю 8-12 м;
- відклади підошви потужністю близько 35 м.

З експлуатаційної точки зору найбільшою промисловою цінністю, внаслідок значного тектонічного збагачення, є комплекс центральних покладів.

## Історія розробки родовища
Рудник у Бохні є найстаршим підземним центром видобування солі в Польщі, щодо якого доречні слова Ксенофонта («Прибутки»): «Буває земля, що засіяна не приносить плодів, а розрита — нагодує значно більше людей, ніж коли б вона приносила плоди». Найбільш ранні сліди солеваріння з розсільних джерел походять з епохи неоліту й були датовані періодом близько 3,5 тис. років до н. е. До середини ХІІІ ст. солеваріння в околицях Бохні було єдиним методом виробництва солі. Перша джерельна згадка про поселення з назвою Бохня походить з 1198 р. і стосується «солі з Бохні», власник котрої Мікора Грифіта подарував сіль монастиреві Божогробцув з Мєхова. Солеваріння дало початок Бохні як поселенню, а видобуток кам'яної солі — місту. Безпосереднім результатом відкриття соляного родовища було створення міського центру на території соляних шахт, названих польською мовою «Бохня», а німецькою — «Зальцберг» (фрагмент тексту привілею міста Бохні, виданого в 1251 р. краківським і сандомирським князем Болеславом Сором'язливим).
Кам'яну сіль відкрито в Бохні на півстоліття раніше, ніж у Величці. Це відкриття, ймовірно, було пов'язане з участю монахів із Вонхоцька, відомих своїми гірничими традиціями і відкриттям рудників у межах Свєнтокшиських гір. Визначено, що бохнійські родовища почали експлуатувати з 1248 року. Відсутність гірничого вміння місцевих мешканців та складні гірничо-геологічні умови видобування призвели до запрошення гірників з Кутньої Гори (Кутенберга) й Сілезії, які мали значний досвід у рудознавстві й зуміли правильно спорудити соляну шахту. Це ще раз підкреслює універсальний і, водночас, різнобічний характер гірничої справи.
Перші два стволи виникли в середині ХІІІ ст. Це були «Газарис» і «Суторис», у яких безпосередньо видобували сіль у вузькій смузі виходу на глибині 50-60 м. Перша фаза розробки родовища полягала в проходженні щоразу нових стволів у західному й східному напрямках. У той час створено 12 нових стволів.
Формально гірниче поселення в Бохні отримує права міста в 1253 р., на чотири роки пізніше, ніж Краків, і на 37 років раніше, ніж Величка. Бохня швидко стає динамічним гірничим і торговим осередком Центральної Європи. Проте, з огляду на умови видобування, ціна бохнійської солі була приблизно в 1,5 рази вища від ціни велицької солі. Застосування гірничих машин, кінного приводу й транспорту на межі XV і XVI ст. (раніше, ніж у Величці) суттєво зменшило цю різницю. У цей період стволи «Суторис» і «Флорис» були об'єднані виробкою, яка в XVII ст. була продовжена у східному напрямку, а в західному об'єднана із стволом «Регіс». Таким чином, виник перший видобувний горизонт «Данеловець». Завдяки системі шурфів і похилів та застосуванню зміцненого кріплення, розробка покладів поступово поглиблювалася. З середини XVI ст. важливу роль у видобуванні відігравав ствол «Кампі». У XVII—XVIII ст. було 6 діючих стволів, причому експлуатувалися вони не постійно. У XVIII ст. горизонт «Данеловець» втратив видобувне значення, проте залишився водовідвідним рівнем.
У період першого поділу Польщі у 1772 р. вважалося, що бохенські родовища були вичерпані. Але незабаром розробку було розпочато знову, вона тривала безперервно до закриття шахти. Ліквідація копальні як закладу видобування солі проведена в 1990 році. З того часу функціональна модель шахти, змінена на санаторно-туристичний центр.

## Технологія видобутку
Просторове розташування гірничих виробок у копальні Бохня зумовлене складною геологічною будовою соляного родовища. Геологія й технічні можливості визначили напрямки проведення гірничих робіт. Розробка покладів, які залягали на глибині, вимагала проведення перших стволів та шурфів. Оскільки їх доводили до нижніх соляних шарів, вони служили також пошуковими виробками. Найдавніші гірничі роботи, ймовірно, були виконані ще в XII ст. на глибині 15-45 м від поверхні землі на виходах солі між майбутніми стволами «Регіс» і «Суторис». У середньовіччі сіль видобували на трьох рівнях у верхній частині родовища, які називалися «Данеловець», «Собеський» i «Вернер» та розташовувалися на глибині від 70 до 135 м.
З плином часу гірничі роботи пересувалися на захід, опускаючись щоразу глибше. До нинішніх часів виробки були розташовані на 16 рівнях. Протягом століть видобували тільки чисту сіль з тонких покладів майже горизонтального залягання. Використовували спеціальний метод вибирання: вузькі видобувні камери по простяганню покладу розробляли за сходинковою системою з сухим закладанням виробленого простору. Найчистішу сіль транспортували на поверхню, а дуже забруднену залишали у виробках як закладку.
Система розробки принципово не змінилася протягом усього XVIII ст., хоча від 1776 року тут почали використовувати вибухові роботи. У 1854 році конопляні линви замінено сталевими, у 1860-х роках введено залізні рейки й вагонетки, у 1874 році в стволі «Суторис», а в 1883 році в стволі «Кампі» встановлено парові підіймальні машини.
У 1966 році на руднику впроваджено т.з. «мокру» систему видобутку, яка полягала в розмиванні соляного масиву камер гідромоніторами або вилуговуванні відбитої соляної породи в так званій розчинній вежі. У нижній частині копальні була збудована велика насосна станція і одночасно завершено відведення четвертинних вод, які накопичувалися у ліквідованих і діючих стволах. Вода, яка проникала в глибину шахти, дуже зашкодила старим виробкам копальні. З метою обмеження її неконтрольованого надходження виконано перебудову першого рівня («Данеловець») і ствола «Суторис».
На сьогодні санаторна шахта в Бохні має такі об'єкти, які підлягають охороні:
— три діючі стволи («Кампі», «Суторис», «Тринітатис»);
— три «старі» горизонти на стволі «Суторис» («Данеловець», «Собеський» i «Вернер»);
— тринадцять «нових» горизонтів.
Безперервне видобування солі, яке тривало понад 750 років, призвело до значного деформування гірського масиву. Об'єм пустот становить понад 1 млн м3. Нині доступні виробки з загальним об'ємом близько 450 тис. м3. На сьогодні детальне відтворення найцікавіших камер і горизонтів копальні (в тому числі «Данеловця») ускладнене, тому що не залишилося старих карт і планів, але реставраційні роботи тривають.

## Санаторна шахта сьогодні
Соляна шахта в Бохні функціонувала безперервно від середини ХІІІ ст. до 1990 року. Після 750 років експлуатації вона була поставлена в стан ліквідації, з умовами збереження старої підземної частини, територію якої вписано до реєстру пам'яток Тарновського воєводства. Давня частина копальні складалася з вертикальних виробок у вигляді стволів і шурфів, а також капітальних штреків між стволами. У 1995 році, через п'ять років після формального закриття діючої шахти, розпочала діяльність спілка "Санаторій «Соляна шахта Бохня», яка стала організатором робіт реставраційного, туристичного й санаторного напрямку. У 2000 р., з огляду на винятковість просторової підземної архітектури, історико-технічну цінність, природничі переваги, а також повну автентичність копальні, розпорядженням Президента Республіки Польща «Соляна шахта Бохня» була визнана пам'яткою історії польського народу.
Дії в напрямку пристосування рудника до санаторних функцій розпочато набагато років раніше, з підтвердженням лікувально-профілактичних властивостей шахтної атмосфери, її позитивного впливу на дихальну систему й протиалергійних властивостей (насиченість мікроелементами йоду, магнію, високий ступінь іонізації, постійна температура й вологість). Зараз у діючому санаторії створені всі умови для ефективного медичного обслуговування хворих.
Слід відзначити, що майбутнє бохненського підземелля пов'язане не тільки з розвитком санаторних послуг, але й з кількома туристичними та спеціалізованими підземними трасами. Передбачається відновлення гірничих виробок і створення трьох варіантів трас довжиною 2,6; 2,8 і 7,4 км. Цільове створення туристично-санаторного комплексу буде полягати в пристосуванні до цих цілей камер, протяглих горизонтальних і вертикальних виробок із загальним об'ємом близько 20 тис. м3. Зараз роботи з відновлення й забезпечення стійкості виробок охоплюють 38 найцінніших об'єктів гірничої матеріальної культури.
Роботи по закладанню небезпечних камер з одночасним відновленням виробок, які охороняються, багато в чому викликані колишнім застосуванням «мокрої» технології видобування солі біля південної межі родовища. Інтенсивне затискання камер на нижніх рівнях, яке спостерігалося у 70-х роках минулого століття, призвело до значного деформування підземних виробок й осідання земної поверхні над ними. Постраждали старі камери на вищих рівнях. Для зменшення навантаження на виробки, які підлягають охороні, передбачається протягом найближчих років здійснити закладку зайвих камер на нижніх рівнях. Історичні виробки, що розміщені на 9 експлуатаційних горизонтах на глибинах від 70 до 327 м, мають протяжність близько 60 км і розташовані на площині довжиною 3,5 км вздовж осі захід-схід і шириною до 250 м вздовж осі північ-південь. Численні ділянки цих виробок виступають як природничі (геологічні) й гірничотехнічні заказники.